# Сердюков, Николай Владимирович
Николай Владимирович Сердюко́в — советский и российский художник — график, гравёр, мастер черно-белой и цветной ксилографии, линогравюры, литографии, живописец, промышленный-дизайнер, педагог изобразительного искусства. Художник во втором поколении. Специализировался на ксилографии (гравюрe на дереве) Х2 и цветной литографии. Основная тема в творчестве — «Ленинградские пейзажи». Известен как основатель уникальных экспозиционных комплексов и музеев печатной графики. Своей педагогической, творческой и трудовой деятельностью оказал большое влияние на развитие русской школы гравюры и печатной графики. Делом жизни художника является развитие и популяризация традиционных для Санкт-Петербурга техник печатной графики — литографии, ксилографии, офорта. Мастер много и плодотворно работает в литографии и ксилографии. Его графические работы помимо участия в художественных выставках, хранятся в собраниях и фондах Государственного Эрмитажа, Государственной Третьяковской галереи, Государственного Русского музея, Государственного музея истории Санкт-Петербурга и других музеев, частных коллекциях более 100 стран мира.

## Биография
Сердюков Николай Владимирович родился 4 марта 1952 в Ленинграде в семье художников Сердюкова Владимира Ивановича и Новосельской Нины Николаевны. Родители работали дома. Вся работа шла у него на глазах, он очень рано стал рисовать и уже с 4-х лет стал заниматься гравюрой, в 5 лет вырезал первую гравюру на дереве.

### Учеба
- Закончил сначала 1-ю городскую художественную школу, где учился у Георгия Николаевича Антонова и затем школу № 190, где учился у Михаила Ароновича Гольдина.
- В 1969 году, сразу после школы, поступил в ЛВХПУ им. В. В. Мухиной. Кафедра «промышленного дизайна».
- В 1974 закончил ЛВХПУ им. В. В. Мухиной, защитил диплом на «отлично».

### ВНИИТЭ
- После учебы был распределен во Всесоюзный научно исследовательский институт технической эстетики (ВНИИТЭ). (советского промышленного дизайна)
- Самым значительным его проектом напольный ручной пылесос ПНВ-600 «Электросила — 2»[2] (ГОСТ 10280-83 и ТУ 16-634.871-86) Особенностью данной модели являлось компоновочное решение, его футляр был решен в виде пуфа[3] — это решение позволяло пылесосу занимать меньше места, особенно в малогабаритной квартире. В нерабочем состоянии пылесос мог быть использован в качестве сидения.

Пылесос, спроектированный Николаем Владимировичем, впоследствии получил золотую медаль ВДНХ и выпускался с 1989 г. заводом ЛПЭО «Электросила» им. С. М. Кирова. Но внедряли пылесос в производство 9 лет. Пылесос «Электросила — 2» имел несколько модификаций: «Электросила — 2М», «Электросила — 3». Во ВНИИТЭ Николай Владимирович успешно проработал дизайнером до 1979 года. Поняв бесперспективность трудов в советском дизайне, Николай Владимирович стал преподавать.

### 80-е годы
- с 1979 по 1981 преподавал в Ленинградском художественном училище имени В. А. Серова рисунок и композицию.
- Заведовал отделением дизайна интерьера и графики.

С 1992 года ЛХУ им. В. А. Серова переименовано в Санкт-Петербургское художественное училище им. Н. К. Рериха.
В 1981 году встал вопрос, чем заниматься дальше. Г. Н. Антонов дал совет заниматься творчеством и в 1981 становится членом творческого объединения молодых художников при ЛОСХ СССР.
- В 80-е годы художник создает много цветных ксилографий. По стилю его работы похожи на гравюры отца, Владимира Ивановича, но при более внимательном взгляде, виден и иной композиционный строй, иное решение планов, иная графика.
- В 1984 году выходит совместная с отцом работа — альбом цветных ксилографий «Ленинград». Выпускает альбом издательство «Изокомбинат художник РСФСР».

Альбом цветных ксилографий был удостоен серебряной медали Всесоюзной книжной выставки. До начала 90-х годов художник занят черно-белой и цветной гравюрой, книжной иллюстрацией.
В тяжелые времена «Перестройки» жизнь заставила освоить профессию реставратора.
- С 1987 работает руководителем реставрационной мастерской СПКО «Оригинал», а с 1991 года в реставрационно-производственной мастерской российско-финского предприятия СП «Ленфинстрой».

### 90-е годы
- В 1992 году начинается большая работа по реставрации и приспособлению 4-х казематов Невской куртины Петропавловской крепости. слева от Невских ворот, под «Печатню» — уникальную действующую мастерскую старинных видов графики.

В музее был представлен широкий ассортимент эстампов. У посетителей была возможность самостоятельно отпечатать оттиск гравюры на станках 1834, 1906 и 1919 годов или поучаствовать в мастер-классе по монотипии и литографии, получив на станках оттиски собственных рисунков. Печатня — являлась первым местом в Петропавловской крепости, где была восстановлена двухэтажная система внутренних помещений (в конце XIX века во всей крепости первый этаж был засыпан грунтом). Именно поэтому в первом каземате представлена историческая экспозиция включающая фотографии, планы, экспонаты и некоторые факты об истории Невской куртины и Петропавловской крепости в целом. В залах на 1-м и 2-м этаже были представлены работы Петербургских художников, выполненные в различных техниках печатной графики — гравюры, офорты, литографии и монотипии. А кроме того, можно было увидеть старинное оборудование, на котором эти эстампы создавались. Посетителям предоставлялась возможность напечатать оттиски самостоятельно. На втором этаже можно посмотреть фильм про техники печатной графики — в нём показан процесс печати чёрно-белой и цветной гравюры, мастер-классы по монотипии и литографии и процесс печати литографии.
В Печатне предлагалось для печати 11 сюжетов — Гравюра «Заячий остров», «Грамота о посещении Петропавловской крепости» Н. В. Сердюкова и 9 чёрно-белых видов города выполненных В. И. Сердюковым (гравюры созданы с 1956 по 1971 год) Печать осуществляется на станках 1834, 1906 и 1919 годов.
- С 1997—2012 год, 15 лет «Печатня» успешно работает, но руководство музея Истории СПб в апреле 2012 закрывает её, предпочтя иное использование занимаемых помещений.
- В 1998 году Н. В. Сердюков становится ректором «Института декоративно-прикладного искусства» (В настоящие время Институт дизайна, прикладного искусства и гуманитарного образования (ИДПИГО)). Преподает рисунок и композицию, но невозможность свести концы с концами, ввиду очень низкой зарплаты, заставляет его прекратить данное занятие.
- С 1998 года Н. В. Сердюков работает вначале художественным руководителем, в с 2000 года — генеральным директором «Центра графического искусства Санкт-Петербургского Союза Художников». Понимая, что печатная графика остро нуждается в реализации, он занят открытием реализационных точек.
- В 1998 году открыта торговля в аэропорту «Пулково-I».
- В 1999 году открыта мастерская печатной графики в «Гатчинском дворце» с литографским станком и печатью *** графики.

### 2000-е годы
В 2000-х Николай Владимирович открывает ряд уникальных торговых точек в которых каждому посетителю предлагается самостоятельно напечатать небольшую гравюру на действующем печатном станке с готовой печатной формы и забрать получившийся оттиск с собой! Практика торговли показала что интерес у посетителей вызывает демонстрация процесса печати и возможность самому напечатать графическое произведение.
Одному эстампу трудно конкурировать на рынке, рентабельность торговой точки достигается тогда, когда кроме произведений печатной графики — гравюр, офортов, литографий, в ассортименте есть предметы декоративно-прикладного искусства, авторская сувенирная продукция высокого художественного уровня.

### Печатня в «Меншиковском Дворце»
- В 2002 году открыт сувенирный киоск в «Меншиковском Дворце», где демонстрируется ручной позолотный пресс 1880 года был изготовлен ещё в конце XIX века в Германии для печати ксилографий. В Печатне можно было отпечатать вид здания «Меншиковский дворец» на период начала 1710-х годов на основе печатной формы — гравюры выполненной Н. В. Сердюковым в 2002 году.

### Торгово-выставочный зал на Охте
- С 1998 года работает торгово-выставочный зал на Охте с багетной мастерской. В выставочном зале представлены живописные и графические работы художников Санкт-Петербурга. Торгово-выставочный зал работает по настоящее время.

### Стенд в гостинице «Прибалтийская»
- В 1998 года работает стенд в гостинице «Прибалтийская»

### Торговая точка в гостинице «Москва»
- В 2005 году открыта торговая точка в гостинице «Москва».

### Магазин «Уникальное место» на Гороховой улице
- В 2012 году был открыт магазин «Уникальное место» на Гороховой улице. В котором работал ПЕЧАТНЫЙ СТАНОК, каждый посетитель мог самостоятельно напечатать небольшую гравюру и забрать оттиск с собой! В 2013 году магазин «Уникальное место» был закрыт.

### Отдел в магазине «Лавка Писателей» на Невском проспекте
- В 2013 году был открыт отдел печатной графики в магазине «Лавка Писателей» на Невском проспекте. В 2014 году отдел был закрыт.

### Лавки Мини-Печатни в Угличе, Переславле Залесском, Кирилло Белозерском монастыре, Ярославском музее
- В 2011 году Николай Владимирович создает печатню в Угличе, на берегу Волги,
- В 2012 году создает мини-печатню в Переславле Залесском,
- В 2013 году работает мини-печатня в Кирилло Белозерском монастыре.
- В 20 декабря 2013 состоялась презентация печатного станка воссозданного по образцу XVII века[4].
- В начале 2014 открыта большая «Печатня» площадью 35 м2 в «Печатном дворе» Ярославского музея-заповеднике[5][6].

### Музей-печатня «Страницы истории печатного дела»
Однако по настоящему интересное предложение и действительно большое дело затевается в «ИКК „Вятское“. Создатель и руководитель комплекса Олег Анатольевич Жаров не только с интересом воспринял идею „Печатни“, но и решил вложить в это дело значительные средства.
- В 2013 году в селе Вятское, в помещении политехнического музей работает один, а позднее два позолотных пресса на которых посетители сами могут напечатать гравюру с видом „Вятского“ и отпрессовать монету „Вятское“ с изображение Церкви Воскресения Христова и Успения Божией матери.
- В 2016 ведутся строительные, проектные работы по реставрации и приспособлению помещения бывшего особняка купца Николая Васильевича Лядова (Василия Егоровича Лядова (умер в Москве в 1926 или 1927 гг.)) под „Печатню“ — Музей „Страницы истории печатного дела“[7][8].
- 29 декабря 2016[9] года музей был открыт и стал двенадцатым работающим музеем расположенным на территории музейного комплекса „Вятское“. Годом ранее, 2015 году историко-культурный комплекс „Вятское“ получил Гран-при международного фестиваля „Интермузей“[10] как лучший музей года в России.

На 2-м этаже здания размещается экспозиционно-выставочный зал где представлены графические работы семьи Новосельских-Сердюковых. Это линогравюры, ксилографии и литографии, выполненные с середины 50-х годов XX века. Выставка погружает посетителя в тему и на примере прекрасных работ, многие з которых находятся в ведущих музеях страны, знакомит посетителей с произведениями печатной графики. В 2-х залах 2-го этажа музея *** решено было в условно воссозданных интерьерах, показать реконструированные станки, которых в России нет. Центральным экспонатом музея является ручной деревянный печатный пресс Ивана Федорова. Пресс, как и все станки в „Печатне“ действующий.

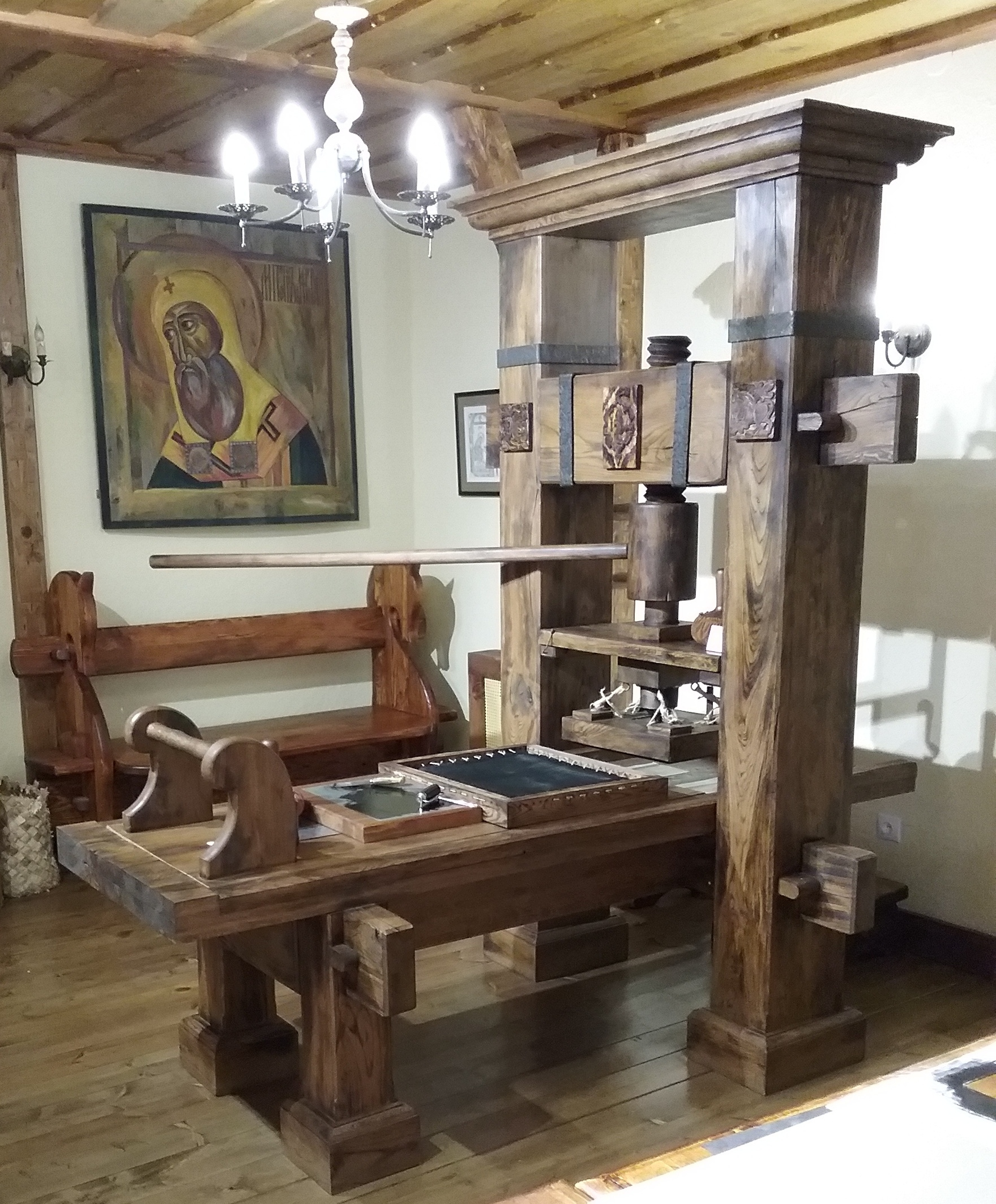
Ручной книгопечатный пресс
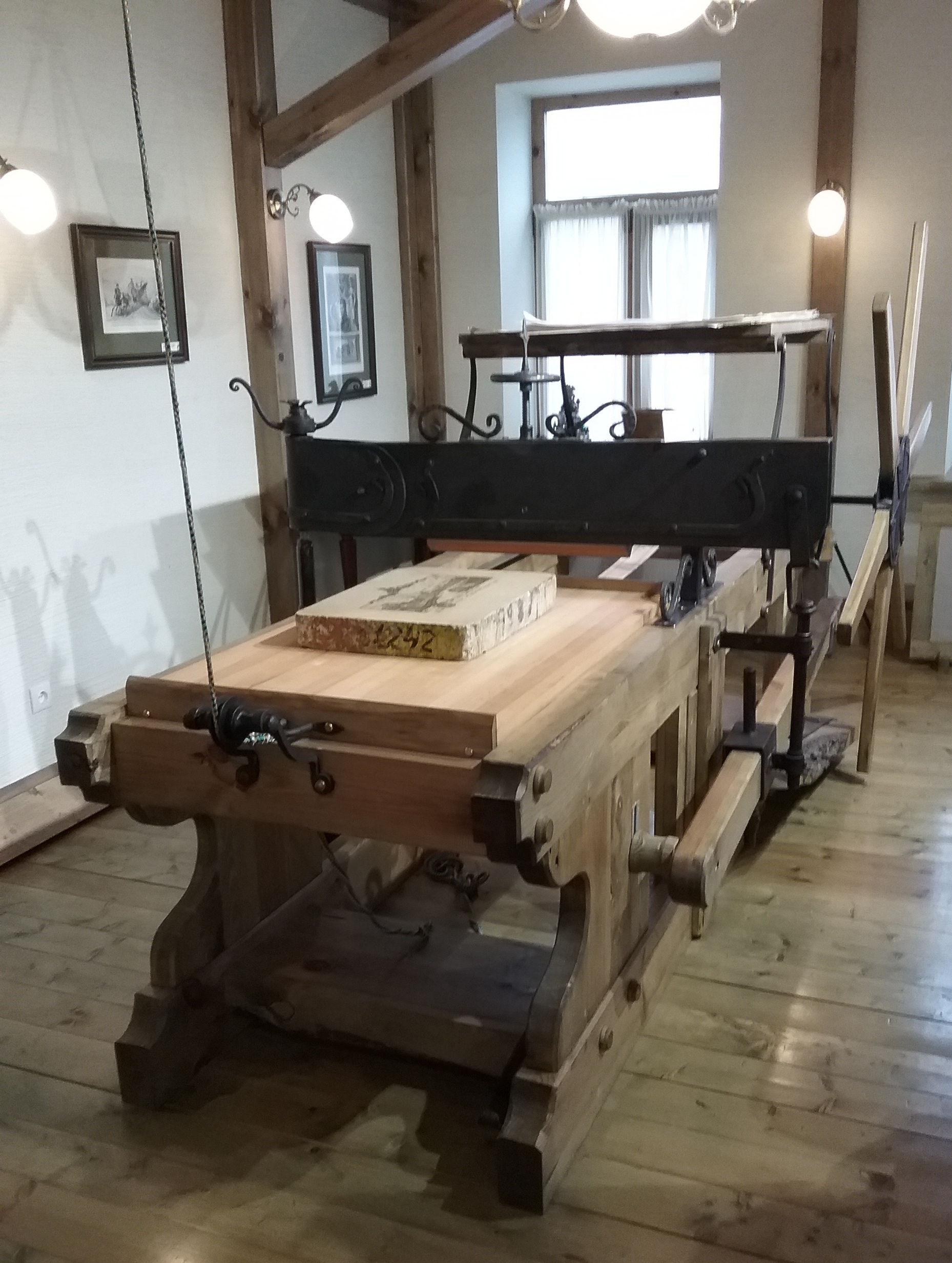
Ручной литографский станок
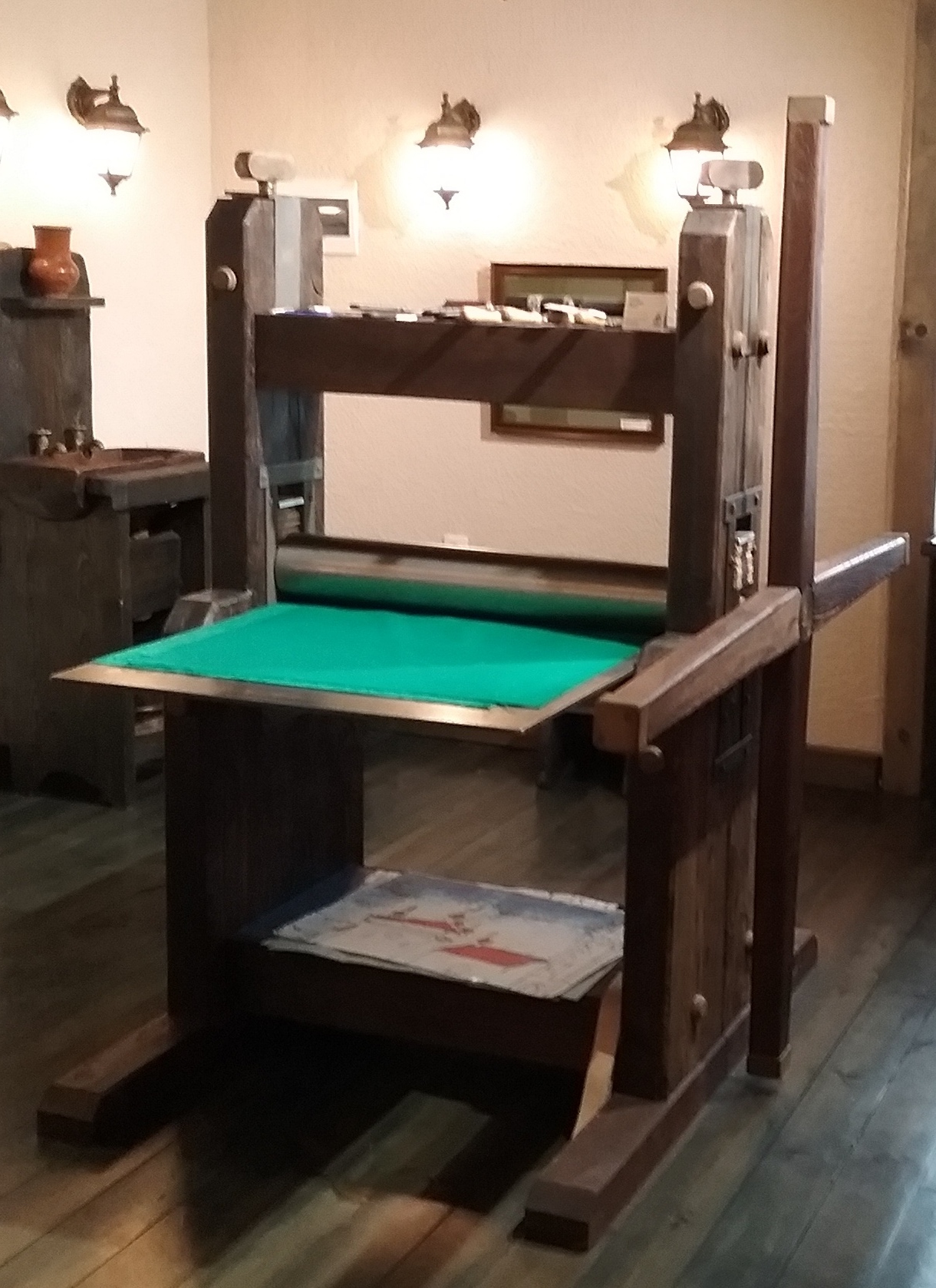
Ручной офортный станок

На нем любой посетитель музея может напечатать „Памятный лист о посещении Вятского“ со своим именем.
Печатная форма выполнена Н. В. Сердюковым на самшитовой доске. Пресс и элементы интерьера, его окружающие выполнены по мотивам античных изделий второй половины XVI века.
Офортный станок и интерьер — это конец XVII века. Примерно такой станок был в мастерской Андриана Шхонебека — голландского офортиста, под руководством которого, в Амстердаме, в конце XVII века русский царь Петр I создал офорт „Торжество православия над магометанством“.
В „Печатне“ на станке печатаются не только офорты, но и линогравюры и монотипии. Литографский станок представленный во 2-м зале, создан во Франции в 1826 году.
Во всем мире работают немецкие станки фирмы „Карл Краузе“ (1), а такие станки были сделаны во Франции и работают там до сих пор. Во 2-м зале обращает на себя внимание класс, созданный для занятий печатной графикой.
В экспозиции — действующие печатные станки: оригинальные машины и реконструированные по старинным чертежам. Выставлены произведения, выполненные в различных техниках печати — гравюра, литография, офорт.
Здесь работает „Школа печатной графики Академии Художеств России“ и проходят мастер-классы для всех желающих. Если на 2 этаже реконструированы станки, выпущенные малыми тиражами, то на представленными на 1-с этаже станки самые старые, которых относятся к 1880 году, выпущенными десятками тысяч, а папшер (резак сабельный) „Краузе“ конца 1920-х годов имеет #182102. На литографских станках печатают литографии современных художников-графиков и учащихся, на офортном станке — копии старинных и современных офортов, на позолотных прессах — графика на дереве, линолеуме и металле, а также выдавливают сувенирную монету „Вятское“. Здесь можно не только самому печатать гравюру, офорт или литографию, но и приобрести уже готовые графические работы. Мы достаточно подробно описываем „Печатню в Вятском“, ибо к созданию её Николай Владимирович Сердюков имеет непосредственное отношение. Все что мы видели в „Печатне“ придумано им и сделано под его руководством и непосредственном участи. Сейчас Н. В. Сердюков является директором музея Печатня в Вятском.

Дочь Наталья Николаевна Сердюкова с апреля 2018 года возглавляет „ЦГИ“ „Центр Графического Искусства Санкт-Петербургского Союза Художников“. Работы Н. В. Сердюкова выполненные в техниках цветной и черно-белой гравюры на дереве, пластине и металле, автолитографии и представлены в „Печатне“ Вятского. С августа 2015 Н. В. Сердюков житель Ярославской области и надо сказать, ни разу в этой жизни, столь легко и свободно ему не работалось и дышалось, как в Вятском.

## Семья
- Прадедушка по отцовской линии — Сердюков Максим Акимович
- Прабабушка по отцовской линии — Сердюкова Анна
- Дедушка по отцовской линии — Сердюков Иван Максмович
- Бабушка по отцовской линии — Зубова Юлиания Яковлевна
- Дедушка по материнской линии — Новосельский Николай Маркович (1897—1975) — защитил диссертацию на тему „Анализ статистико — экономических показателей жилого фонда“[11] (28 ноября 1946), написал книги: Наглядные пособия по курсу теории статистики, М. , Союзоргучет, 1938 г.[12]; Выборочное наблюдение, его применение в торговле[13]: Выборочное пособие по общему курсу статистики для студентов заочного обучения ЛИСТа им. Ф. Энгельса / Е. М. Новожилова; Редактор: Н. М. Новосельский; Ленинградский институт советской торговли им. Ф. Энгельса.
- Бабушка по материнской линии — Новосельская Нина Федоровна
- Мать — Новосельская Нина Николаевна — (1926—1987) советский и российский художник-график, иллюстратор, мастер черно-белой и цветной линогравюры Х3. Член Союза художников СССР. Представитель Петербургской-ленинградской школы графики. Известна как мастер большеформатной линогравюры и книжной иллюстрации.
- Отец — Сердюков Владимир Иванович (1924—2003) — советский и российский художник-график, мастер ксилографии и книжной графики, живописец, иллюстратор и реставратор ксилографии. Занимался книжной иллюстрацией и эстампом. Специализировался на ксилографии (гравюре на дереве) Х2. Основная тема в творчестве — „Ленинградские пейзажи“.
- Сын — Cеpдюкoв Владимиp Hикoлaeвич.
- Дочь — Сердюкова Наталия Николаевна- художник-график[14][15], мастер черно-белой и цветной линогравюры и офорта, педагог печатной графики в Мастерской и школе печатной графики» в Санкт-Петербурге. Продолжает и развивает традиции печатной графики.

## Образование
- Ленинградское Высшее художественно-промышленное училище им. В. И. Мухиной, Кафедра «промышленного дизайна».

## Педагогическая деятельность
- Преподавал рисунок и композицию в «Ленинградское художественное училище (ЛХУ) имени В. А. Серова» (с 1992 года — Санкт-Петербургское художественное училище им. Н. К. Рериха)
- Ректор и педагог рисунка и композиции в «Институте декоративно-прикладного искусства» (В настоящие время Институт дизайна, прикладного искусства и гуманитарного образования (ИДПИГО)).

## Творчество
Николай Сердюков по преимуществу ксилограф, представитель многотрудной и благодарной графической специальности.

## Серии художественных работ
- Триптих «Освенцим (Аушвиц)». Цветная линогравюра. Год создания
  - «Хатынь»
  - «Освенцим» (Труд приносит свободу) — центральный лист триптиха.
  - «Саласпилс» (Саласпилсский концлагерь «Куртенгоф»)
- Альбом «Ленинград. 20 гравюр на дереве В. И. и Н. В. Сердюковых» — Печатная книга. Формат издания 70x90/4. Издательство Художник РСФСР. Год выпуска 1984. В серии гравюр изображены городские пейзажи Ленинграда 1980-х годов. Гравюры напечатаны вручную в несколько цветов типографской краской на белой бумаге. Альбом «Ленинград» состоит из двадцати цветных ксилографий, список работ:

1. «Штаб Октября. Смольный»[16]
2. «Аврора»[17]
3. «Триумфальная Арка главного штаба»[18]
4. «Октябрь. Дворцовая площадь»[19]
5. «Площадь Ленина»[20]
6. «Музей революции»[21]
7. «Медный всадник. Невское утро»[22]
8. «Петропавловская крепость. Морозное утро»[23]
9. «Ледоход на Неве. Стрелка Васильевского острова»[24]
10. «Зимний Летний сад (Летний дворец Петра I)»[25]
11. «Летний Сад»[26]
12. «Крюков канал»[27]
13. «Старо-Калининский мост»[28]
14. «Пискаревское мемориальное кладбище»[29]
15. «Монумент героическим защитникам Ленинграда на площади Победы»[30]
16. «Площадь Стачек»[31]
17. «Город-порт. Памятник Крузенштерну»[32]
18. «Морской вокзал»[33]
19. "У кинотеатра «Прометей»[34]
20. „Праздничный Невский“[35]

## Художественные работы

### Линогравюры

#### Цветные линогравюры
- Цветная линогравюра „Хатынь“
- Цветная линогравюра „Освенцим“ (Труд приносит свободу) — центральный лист триптиха.
- Цветная линогравюра „Саласпилс“ (Саласпилсский концлагерь „Куртенгоф“)

### Ксилографии

#### Цветные ксилографии
- Цветная ксилография „Петродворец. Нижний парк“[36]

. (1986 г.) Размер листа — 30х37,6 см. Размер изображения 17х27,7 см
- Цветная ксилография „Морской вокзал“[33][38]. (1983 г.) Размер листа — 35 х 44,7 см. Размер изображения 24 х 29,9 см
- Цветная ксилография „Дом на Болотной улице“[39] . (1986 г.) Размер листа — 24 х 35,9 см. Размер изображения 14,9 х 18,6 см
- Цветная ксилография „Павловск“[40] . (1981 г.) Размер листа — 30,1 х 33,6 см. Размер изображения 16 х 21 см
- Цветная ксилография „Петергоф“[41][42]. (1981 г.) Размер листа — 25,8 х 33,6 см. Размер изображения 13,8 х 21,1 см
- Цветная ксилография „Салют“[43] . (1987 г.) Размер листа — 25,8 х 19,7 см. Размер изображения 13,3 х 9,8 см
- Цветная ксилография „Петродворец. Верхний парк“[44][45]. (1988 г.) Размер листа — 30 х 30 см. Размер изображения 17,8 х 18,4 см
- Цветная ксилография „Летний сад зимой“[25][46]. (1985 г.) Размер листа — 25,8 х 33,6 см. Размер изображения 13,8 х 21,1 см
- Цветная ксилография „Праздничный вечер“[47][48]. (1985 г.) Размер листа — 27,8 х 33,7 см. Размер изображения 13,7 х 21,1 см
- Цветная ксилография „Ленинград. Банковский мостик“[49][50]. (1985 г.) Размер листа — 29,9 х 39,7 см. Размер изображения 18,3 х 18,9 см
- Цветная ксилография „Ленинград. Иоановский мостик“[51]. (1985 г.) Размер листа — 25,8 х 30,9 см. Размер изображения 13,9 х 21,7 см
- Цветная ксилография „Ленинград. Львиный мостик“[52][53]. (1986 г.) Размер листа — 29,7 х 29,8 см. Размер изображения 17 х 18,4 см
- Цветная ксилография „Ленинград. Мост Пестеля“[54][55]. (1986 г.) Размер листа — 25,8 х 30,7 см. Размер изображения 14,8 х 22 см
- Цветная ксилография „Ленинград. Крюков канал“[27][56]. (1981 г.) Размер листа — 30,7 х 25,7 см. Размер изображения 18,5 х 14,9 см
- Цветная ксилография „Ледоход на Неве“[24][57]. (1981 г.) Размер листа — 29,7 х 35,9 см. Размер изображения 17,8 х 24,5 см
- Цветная ксилография „Крюков канал. Зима“. (1981 г.) Размер листа — 29,7 х 35,9 см. Размер изображения 17,8 х 24,5 см
- Цветная ксилография „Дворец Монплезир, Петергоф“[58]. (1981 г.) Размер листа — ** х ** см. Размер изображения ** х **5 см
- Цветная ксилография „Медный всадник. Невское утро“[22]. (1984 г.) Размер листа — 29,7 х 35,9 см. Размер изображения 18 × 29 см см
- Цветная ксилография „Пантелеймоновский мост“[59]. (1986 г.) Размер листа — ** х ** см. Размер изображения ** х ** см
- Цветная ксилография „Фонтан Самсон, Петергоф“[60]. (1986 г.) Размер листа — ** х ** см. Размер изображения ** х ** см
- Цветная ксилография „Меншиковский дворец“[61]. (2002 г.) Размер листа — ** х ** см. Размер изображения 12,5 × 17 см (2002 г.)
- Цветная ксилография „Старо-Калининский мост (Старо-Калинкин мост)“[62]. (1984 г.) Размер листа — 22 × 31 см. Размер изображения 18 × 27 см Старо-Калинкин мост — соединяет между собой Коломенский остров и Безымянный остров через реку Фонтанку в Адмиралтейском районе Санкт-Петербурга. Трехпролётный мост, пролёты перекрыты коробовыми каменными сводами, средний пролёт перекрыт пологой циркульной аркой. Башенные надстройки выполнены в виде открытых беседок, состоящих из слабо рустованных колонок ромбического сечения, поддерживающих антаблементы дорического ордера и завершённых сферическими куполами с шаровидными золочёными урнами.)

### Литографии

#### Чёрно-белые литографии
- Чёрно-белая литография «Нева. Дворец Меншикова. Начало XVIII века» (2002 г.)
- Чёрно-белая литография «Пианистка» (2020 г.)
- Чёрно-белая литография «Часовщик» (2020 г.)

#### Цветные литографии
- Цветная литография «Портрет Марины Цветаевой» 74 × 52 см (1980 г.) Совместная работа Нины Николаевны Новосельской и Сердюкова Николая Владимировича.
- Цветная литография «Спас на крови» 25.5 х 21 см (2003 г.)
- Цветная литография «Вольф и Беранже. Невский проспект. 1830-е годы»
- Цветная литография «Зимний вечер, Петропавловский собор»
- Цветная литография «Зимний дворец» (2006 г.)
- Цветная литография «Знаменская церковь» (2007 г.)
- Цветная литография «Пианистка» (2020 г.)
- Цветная литография «Часовщик» (2020 г.)

### Экслибрисы
- Экслибрис Владимира Владимировича Мещерякова. (2001 г.)
- Экслибрис Сергея Сергеевича Болла. (2014 г.)

### Другое
- «Токарь»[63] . (1986 г.)
- «Токарь» Пособие новому рабочему[64] . (1986 г.)

## Реконструкции

### «Ручной книгопечатный пресс» из дуба
- 2015 «Ручной книгопечатный пресс»[65] для высокой печати. Материал дуб. Реконструкция печатного станка XV—XVI вв — первопечатника Ивана Федорова и его ближайшего сподвижника Петра Мстиславеца. Подобный станок был в Москве в Печатне в XVI веке. Станок сделан из дуба. Основная деталь — дубовый винт, который вращается внутри дубовой гайки. Давление которое создает станок на талер порядка 8 тонн. Нижний талер задвигается под верхний. На нижний талер кладется печатная форма набитая типографской краской. Сверху на форму кладется лист бумаги. За один прогон станок печатает всего одну страницу.

Печать осуществляется с помощью вращения рычага вдоль горизонтальной плоскости.
В данной модели станка был специально удлинён рычаг, для того чтобы могли печатать даже дети, поэтому рычаг вращается довольно легко, но со скрипом XVI века.
Совершая обратный поворот рычага — верхний талер поднимется.
После можно выдвигать нижний талер.

### «Ручной офортный станок» из дуба
- «Ручной офортный станок»[66] для глубокой печати. Станок имеет два металлический вала весом по 10 кг каждый.

### «Ручной литографский станок» из дуба
- «Ручной литографский станок»[67] для плоской печати — печати с литографского камня. Станок имеет дубовый талер

## Видеорепортажи

### Эпизоды с участием Сердюкова Николая Владимировича
- 14 ноября 2014 Сюжет на выставка «Мы из блокады» в здании Богоявленского собора угличского кремля
- 2 мая 2017 Сюжет про «Ручной книгопечатный пресс» — станок для высокой печати.
- 2 мая 2017 Сюжет про «Ручной офортный станок» — станок для глубокой печати.
- 2 мая 2017 Сюжет про «Ручной литографский станок» — станок для плоской печати, печати с литографского камня.
- 20 января 2020 Эпизод. Вятское. История одного села — из цикла «Провинциальные музеи России» — На подобном станке Иван Федоров печатал свою первую русскую книгу «Апостол» в 1563—1564 годах. Сейчас напечатаем грамоту о посещении Вятского которая решена в стиле титульного листа книги Апостол Ивана Федорова. …Мы даем набрать свое имя. Этого вполне достаточно, чтобы понять. — Я набираю одно имя в течение 5-10 минут. Как же Федоров печатал книгу в 534 страницы? Сколько-же он набирал?

### Видеорепортажи
- 24 декабря 2013 Открытие большой «Печатни» площадью 35 м 2 в «Печатном дворе» Ярославского музея-заповедник
- 14 ноября 2014 Выставка «Мы из блокады» в здании Богоявленского собора угличского кремля
- 15 октября 2015 Самая красивая деревня России: село Вятское — музей под открытым небом
- 2 мая 2017 Как печатали книги в XVI веке? Музей «Страницы истории печатного дела» в селе Вятское
- 8 октября 2017 Вятское Музей истории печатного дела Печатня
- 25 марта 2019 Открытие выставки художников графиков Санкт-Петербурга в городе Мирный
- 20 января 2020 Вятское. История одного села — из цикла «Провинциальные музеи России»
- 3 апреля 2020 Вятское ждет в гости

## Награды
- 1984 г. Серебряная медаль Всесоюзной книжной выставки за Альбом цветных ксилографий «Ленинград», созданный вместе с отцом В. И. Сердюковым и выпущенный издательством Изокомбинат «Художник России».
- 1989 г. Золотая медаль ВДНХ за разработку дизайна пылесоса «Электросила — 2» выпускаемого ЛПЭО «Электросила — 2» им. С. М. Кирова.

## Выставки
- 1956 г. — Художественная работа Николая Владимировича экспонировалась на выставке детского рисунка в Русском музее.
- 2003 г. — Детский рисунок Николая Владимировича был удостоен диплома ретроспективной выставки Русского музея «Петербург глазами детей».
- 20 января — 4 марта 2005 г. — Художественная выставка «Мы из блокады» в Государственном музее истории Санкт-Петербурга.
- 17 декабря 2012 г. Художественная выставка ксилографии Сердюкова В. И., Сердюкова Н. В. и линогравюр Сердюковой Н. Н. в Комфорт-отеле Санкт-Петербург, адрес: Большая Морская, дом 25c.
- 1 мая 2014 г. Художественная выставка Петербургский стиль В Кирилло-Белозерском музее-заповеднике представлено 33 работы художника разных лет
- 14 ноября 2014 г. Художественная выставка «Мы из блокады» в здании Богоявленского собора угличского кремля, работы Новосельской Н.Н. С пронзительной остротой и убедительностью передан образ осажденного города. На выставке также представлены работы Сердюкова В. И., Сердюкова Н. В. и Сердюковой Н. Н..
- С 29 декабря 2016 г. Художественные работы Сердюкова Николая Владимировича: ксилографии, литографии, линогравюры находятся в постоянной экспозиции в Музее-печатне «Страницы истории печатного дела» в "ИКК «Вятское».
- 20 января 2016 г. Художественная выставка «Подвигу блокадного Ленинграда посвящается» В Выставочном центре петербургского Союза художников.
- 17 января — 28 января 2017 г. Художественная выставка «Подвигу блокадного Ленинграда посвящается».
- 17 января 2018 г. Две выставки в Петербурге посвятили произведениям художников периода блокады Ленинграда. Валентина Петрова, Александр Харшак, Владимир Сердюков, Нина Новосельская.
- 15 января 2018 г. Санкт-Петербургский Союз художников представляет традиционную выставку «Подвигу блокадного Ленинграда посвящается»

## Художественные работы в коллекциях музеев
- Государственный Эрмитаж. г. Санкт-Петербург.
- Государственная Третьяковская галерея.
- Государственный Русский музей.
- Государственный музей истории Санкт-Петербурга.
- Удмуртский республиканский музей изобразительных искусств. г. Ижевск.
- Белгородский государственный художественный музей. г. Белгород.
- Музей-печатня «Страницы истории печатного дела» в Историко-культурном комплексе «Вятское» имени Е. А. Анкудиновой. Село Вятское.